# Климат Косова

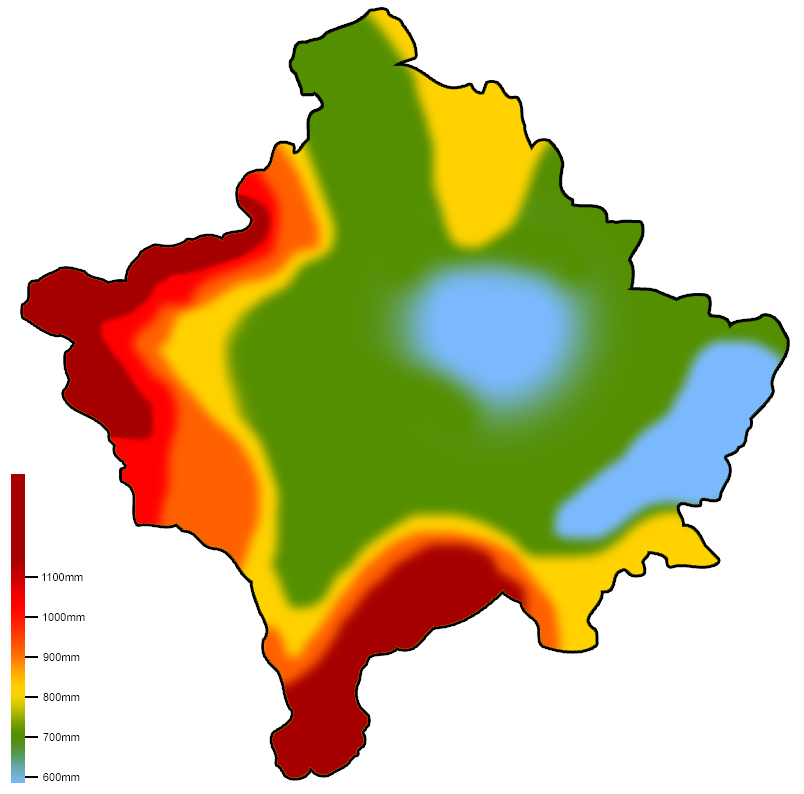
Карта годового выпадения осадков

Частично признанное государство Республика Косово занимает относительно небольшую территорию. Однако из-за его географического положения и сложной структуры рельефа климат Косова достаточно разнообразен.
Косово находится в южной части средних широт северного полушария, и на него влияет мягкий средиземноморский климат и континентальный европейский климат. Важными факторами, влияющими на климат в Косове, являются: его положение по отношению к Евразии и Африке, Атлантический океан и Средиземное море, воздушные массы (тропические, арктические и континентальные) и другие. Незначительными факторами являются: рельеф, гидрография, равнины и растительность.

## Климатические области
Климатическая область долины реки Ибар находится под влиянием континентальных воздушных масс. По этой причине в этой части региона зимы более холодные со средними температурами около −10 °C, иногда до −26 °C. Лето очень жаркое со средней температурой 20 °C, иногда до 37 °C. Этот район характеризуется сухим климатом и общим годовым количеством осадков около 600 мм в год. Климатическая область Метохии, который включает бассейн реки Белый Дрин, сильно зависит от масс горячего воздуха, которые приходят с Адриатического моря. Средняя температура зимой колеблется от 0,5 °C до иногда 22,8 °C. Среднегодовое количество осадков в этой климатической области около 700 мм. Зима характеризуется сильными снегопадами. Климатическая область горных и лесных регионов характеризуется типичным лесным климатом, который связан с обильными осадками (от 900 до 1300 мм в год), а также летом, которые очень короткое и холодное, и зимами, которые в основном холодные и с большим количеством снега. Наконец, можно констатировать, что территория Косова характеризуется солнечным климатом с переменной температурой и влажностью.

## Температура воздуха
Косово имеет существенные различия в температуре воздуха: восточная сторона холоднее западной.
Среднегодовая температура в Косове составляет 9,5 °C. Самым тёплым месяцем является июль с 19,2 °C, самым холодным является январь с −1,3 °C. Самая высокая среднегодовая температура зафиксирована в Призрене (12 °C), самая низкая температура — в Подуеве (9 °C). Кроме Призрена и Истока, все другие метеостанции отмечают в январе средние температуры ниже 0 °C.
Помимо средних значений температур, тепловые характеристики Косова будут лучше поняты при анализе экстремальных значений. Максимальные значения на всех метеорологических станциях — выше 35 °C, а абсолютный минимум был зарегистрирован 6 июня 1963 года в Гнилане со значением −32,5 °C. Основываясь на сводной информации, средняя амплитуда средних значений в Косове составляет 20,5 °C, а амплитуда экстремальных значений составляет 71,5 °C. В равнинных частях Косова тропические дни обычно продолжаются около 30 дней.
| Город     | Высота н. у. м. | Январь | Февраль | Март | Апрель | Май  | Июнь | Июль | Август | Сентябрь | Октябрь | Ноябрь | Декабрь | Год  |
| --------- | --------------- | ------ | ------- | ---- | ------ | ---- | ---- | ---- | ------ | -------- | ------- | ------ | ------- | ---- |
| Печ       | 523             | 0,1    | 1,3     | 5,9  | 11,5   | 15,4 | 19,5 | 22,2 | 20,9   | 17,7     | 12,6    | 7,9    | 0,8     | 11,3 |
| Призрен   | 436             | 1,4    | 3,1     | 7,8  | 12,9   | 16,8 | 21,1 | 23,7 | 22,8   | 19,3     | 14      | 9,3    | 2,5     | 12,9 |
| Митровица | 521             | −0,7   | 0,5     | 5,3  | 10,5   | 14,9 | 18,9 | 21,5 | 20,3   | 16,8     | 11,9    | 7,2    | 0,5     | 10,6 |
| Приштина  | 630             | −0,9   | 0,1     | 4,8  | 10,5   | 14,9 | 19,1 | 21,1 | 20     | 16,3     | 11,8    | 7,1    | 0,3     | 10,4 |

## Осадки
В Косове наблюдаются все формы осадков. Важное значение имеет осадки в горах и долинах, а также обильные снегопады в высокогорных районах, таких как Проклетие и Шар-Планина. Случается в Косове и град, что негативно сказывается на сельском хозяйстве. Эта форма осадков в основном приходится на июль и август.
Несмотря на относительно небольшую территорию Косова, между его районами наблюдается заметные различия в количестве осадков. В Косове имеется два режима выпадения осадков: морской и среднеконтинентальный. На западе больше преобладает морской режим осадков. Этот тип характерен большим количеством осадков в течение года (более 700 мм), максимальное количество достигается в ноябре, максимальное — в течение лета. Восточная часть региона подвержена влиянию среднеконтинентального режима выпадения осадков, который известен низким количеством осадков в течение года (более 600 мм), максимальным количеством в мае и минимумом в зимний период. Наибольшее количество осадков выпадает в западной части гор Проклетие (более 1750 мм), а самое низкое количество осадков наблюдается в восточной части — Косовска-Каменица (менее 600 мм). Снегопад является обычным явлением в холодные месяцы года. В равнинных частях Косова снег идёт в среднем 26 дней в году, а в горных частях — более 100 дней. Количество снежных дней зависит от рельефа.

## Ветра
Средняя скорость ветра в Косове составляет 1,3 м/с, в Пече — до 2,4 м/с. Максимальные скорости ветра составляют около 31 м/с, они фиксируются в марте и апреле, и обычно наносят ущерб зданиям.

## Инсоляция

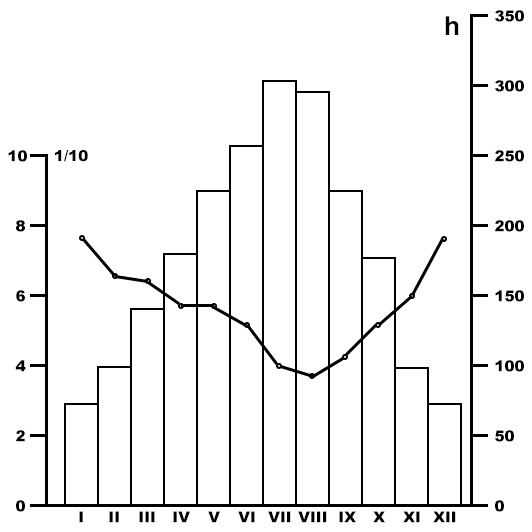
График инсоляции Косова

Инсоляция — это мера облучения поверхности солнечным светом за определённый период времени. Она является важной климатической характеристикой. Период инсоляции зависит от астрономических, метеорологических и рельефных факторов. Инсоляция меньше в узких долинах, долинах рек и горных хребтах.
Косово имеет в среднем 2066 час солнца в год или приблизительно 5,7 часа в день. Самаое высокое значение инсоляции достигается в Приштине и составляет 2140 часов в год, а наименьшее — в городах Пече (1958 часов), Урошеваце (2067 часов) и Призрене (2099 часов). Максимальная инсоляция в Косове достигается в июле, а минимальная — в декабре.